# Campionati europei di bob 1966
I Campionati europei di bob 1966, terza edizione della manifestazione organizzata dalla Federazione Internazionale di Bob e Skeleton, si sono disputati a Garmisch-Partenkirchen, nell'allora Germania Ovest, sulla Olympia-Bobbahn Rießersee, il tracciato naturale dove si tennero le gare di bob ai Giochi di Garmisch-Partenkirchen 1936. La località bavarese ha ospitato quindi le competizioni europee per la prima volta nel bob a due uomini.
La competizione a quattro è stata prima rinviata e quindi definitivamente annullata per avverse condizioni atmosferiche.

## Risultati

### Bob a due uomini
Titolo assegnato dopo solo due prove, disputate il 22 Gennaio, per avverse condizioni atmosferiche.
| Pos. | Atleti                           | Nazione           | Tempo   |
| ---- | -------------------------------- | ----------------- | ------- |
|      | Erwin Thaler Adolf Koxeder       | Austria I         | 2:36.89 |
|      | Manfred Hofer Karl Pichler       | Austria III       | 2:37.73 |
|      | Anton Pensperger Helmut Wurzer   | Germania Ovest II | 2:38.61 |
| 4    | Franz Wörmann Hubert Braun       | Germania Ovest I  | 2:38.65 |
| 5    | Anthony Nash Robin Dixon         | Regno Unito I     | 2:38.68 |
| 6    | Ion Panțuru Nicolae Neagoe       | Romania I         | 2:39.16 |
| 7    | Max Kaltenberger Hans Ritzl      | Austria II        | 2:39.72 |
| 8    | Hans Zoller Walter Weiersmueller | Svizzera III      | 2:39.82 |

## Medagliere
| Pos.   | Paese          | Oro | Argento | Bronzo | Totale |
| ------ | -------------- | --- | ------- | ------ | ------ |
| 1      | Austria        | 1   | 1       | 0      | 2      |
| 2      | Germania Ovest | 0   | 0       | 1      | 1      |
| Totale | Totale         | 1   | 1       | 1      | 3      |